# 松叶毛茛
松叶毛茛（学名：Ranunculus reptans），为毛茛科毛茛属下的一个植物种。